# Алина Загитова
Алина Загитова (на руски: Али́на Ильна́зовна Заги́това, 18 май 2002, Ижевск), Удмуртия е руска фигуристка, олимпийска и световна шампионка.

## Семейство
Баща и Илназ Загитов (татарин) е треньор по хокей на лед. Майка и се казва Илсан Загитова. По-малката и сестра Сабина, се занимава също с фигурно пързаляне. Родителите и я кръщават в чест на известната състезателка в художествената гимнастика Алина Кабаева. По време на съзнателната и кариера Алина седем пъти се е отказвала и завръщала във фигурното пързаляне. Като по-малка се е увличала от рисуването.

## Успехи
Олимпийски игри:
- Шампион (1): 2018 Пьонгчанг
  -  Сребърен медал (1): 2018 Пьонгчанг

Европейско първенство:
- Шампион (1): 2018

Финал Гран при:
- Шампион (1): 2018

Купа на Ломбардия:
- Шампион (1): 2018

Открито първенство на Япония:
- Шампион (1): 2018

### Олимпийски игри
| Олимпиада      | Индивидуално | Отборно |
| -------------- | ------------ | ------- |
| 2018 Пьонгчанг | Злато        | Сребро  |